# Avenue de la République (Nanterre)
Pour les articles homonymes, voir Avenue de la République.
L'avenue de la République est une voie publique de la commune de Nanterre, dans le département français des Hauts-de-Seine.

## Situation et accès

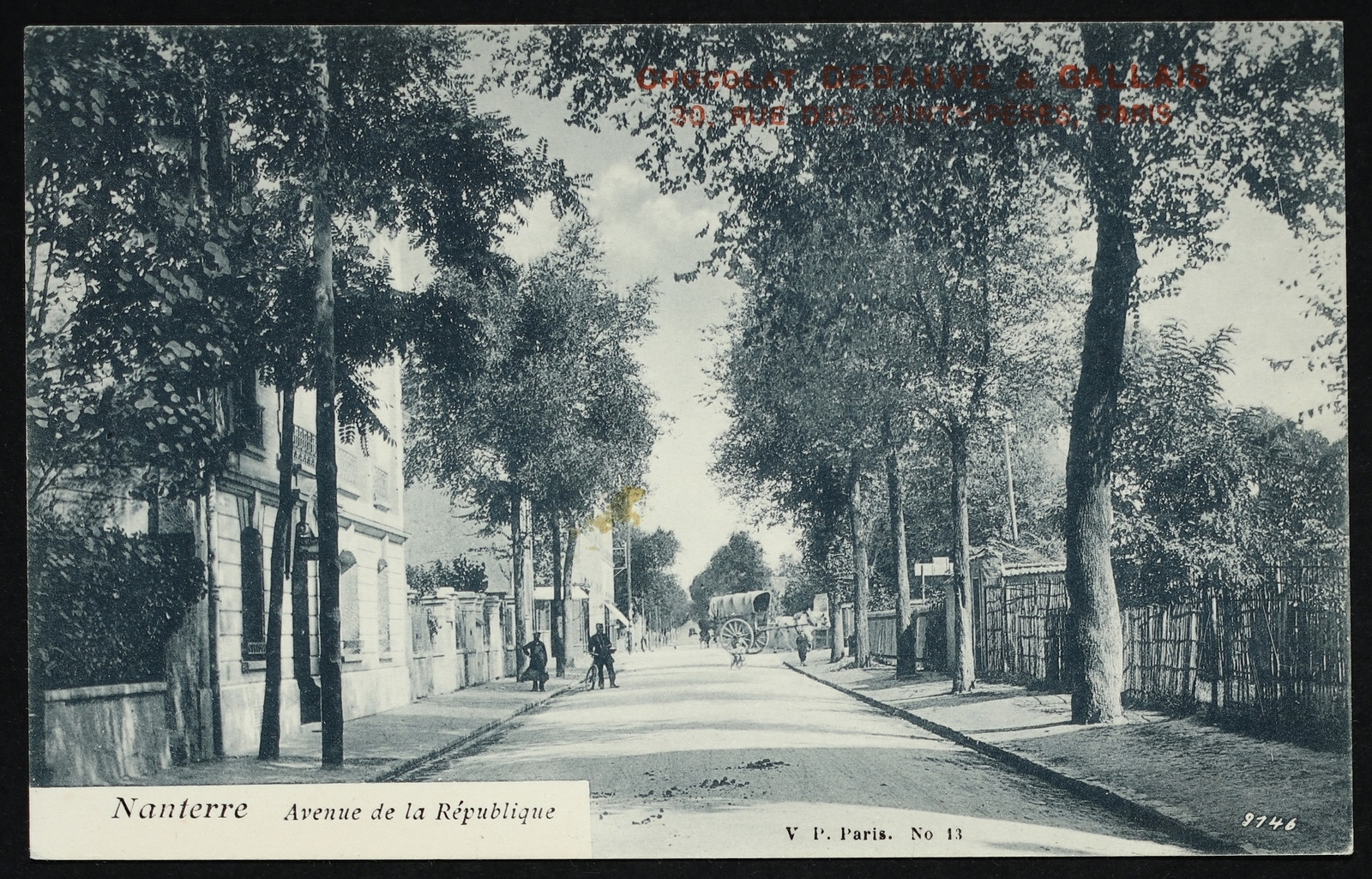
Avenue de la République.

Cette voie de communication commence à l'avenue Henri-Martin au croisement du boulevard de la Seine, et se dirige vers le nord-est, en suivant le tracé de la route nationale 186, ancienne route départementale 986.
Elle croise d'abord la rue Faidherbe, marque le début de l'avenue du Général-Gallieni, rencontre la rue Becquet. Elle passe ensuite au-dessus du tunnel de Nanterre-La Défense, croise la rue Anatole-France et l'allée de l'Archéologie.
Bifurquant vers la droite au départ de la rue de Sartrouville, elle se termine à la rue Gabriel-Péri à Colombes.

## Origine du nom

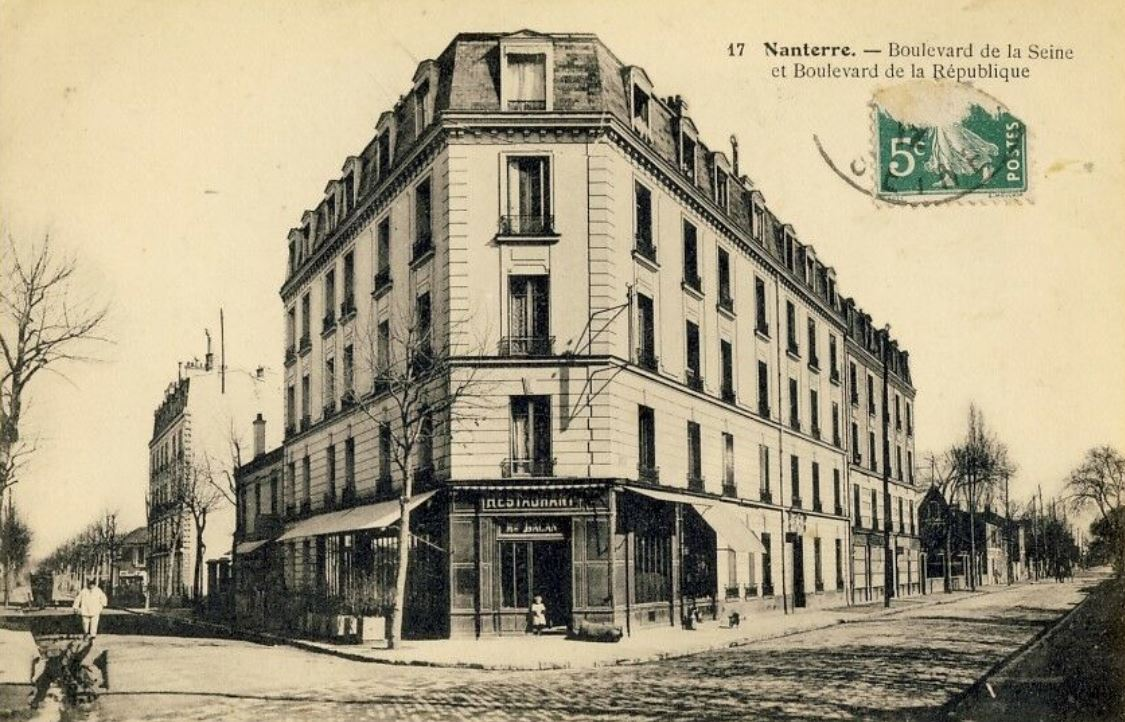
Angle du boulevard de la Seine et du boulevard de la République.

Comme de nombreuses autres voies de communication à la fin du XIXe siècle, elle est nommée ainsi en l'honneur de la Troisième République et plus généralement de la République Française.

## Historique
Les derniers bidonvilles, qui avaient accueilli des travailleurs à partir du milieu des années 1950, y furent résorbés entre octobre 1970 et avril 1971.

## Bâtiments remarquables et lieux de mémoire

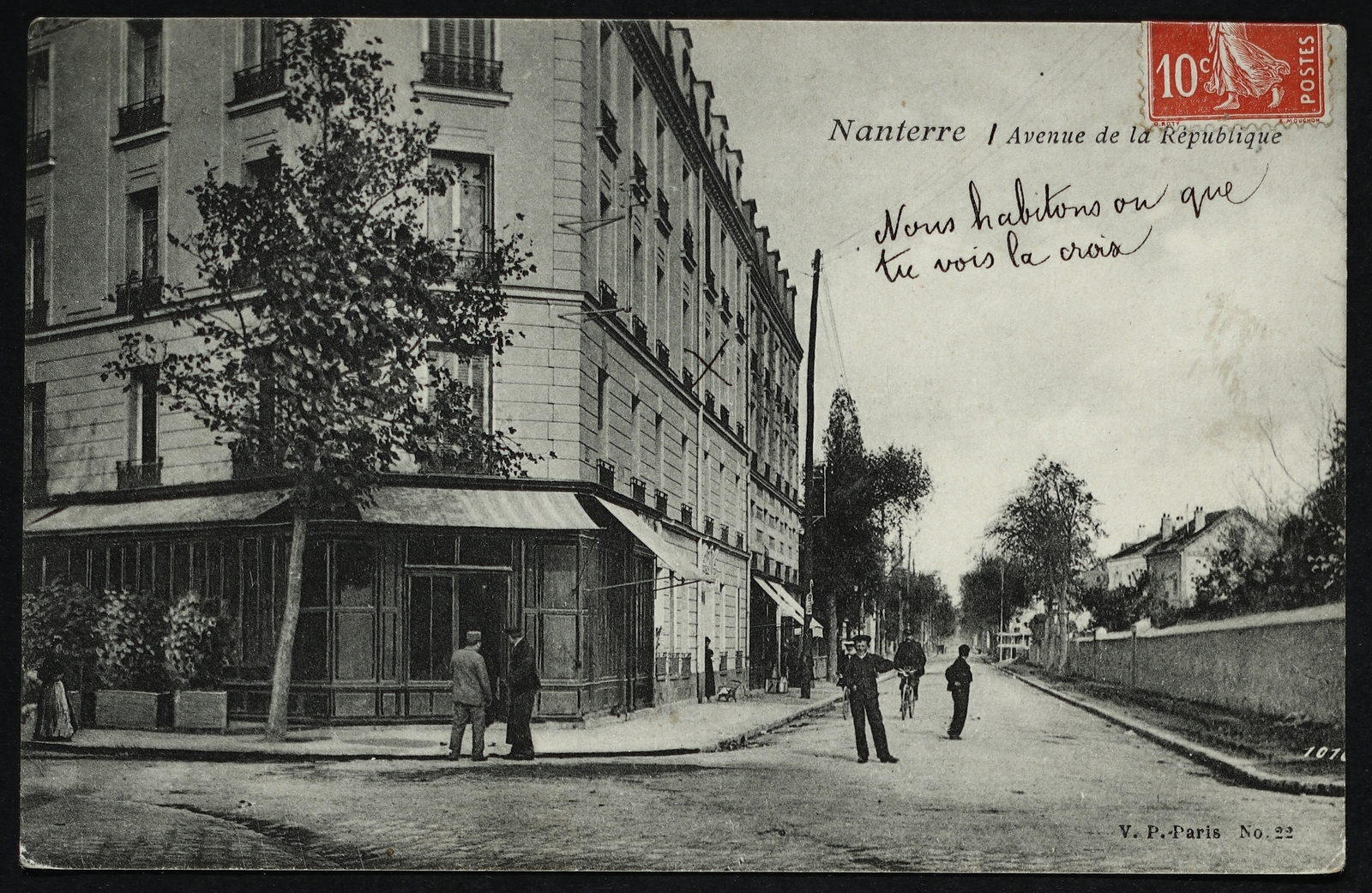
L'avenue de la République.

- Campus principal de l'Université Paris-Nanterre[4].
- Chapelle Sainte-Catherine-de-Sienne de Nanterre, construite en 1935, seul vestige du bidonville des Pâquerettes.
- Hôpital Max-Fourestier, centre d'accueil et de soins hospitaliers de Nanterre.
- Ancienne base aérienne 119 Nanterre, opérationnelle de 1916 à 1958[5].